# Ordine al Merito Postale
L'Ordine al Merito Postale è stato un ordine cavalleresco ministeriale francese.

## Storia
L'Ordine è stato fondato il 14 novembre 1953 e abolito nel 1963 in seguito alla creazione dell'Ordine Nazionale al Merito.

## Classi
L'Ordine disponeva delle seguenti classi di benemerenza:
- Commendatore
- Ufficiale
- Cavaliere

| Nastri    |           |              |
| Cavaliere | Ufficiale | Commendatore |

## Insegne
- Il nastro era arancione con due strisce nere per lato.